# Славко Загорац
Славко Загорац (Гламоч, 30. април 1909 — Сарајево, 14. фебруар 1988) је бивши југословенски фудбалер, тренер и један од најзначајнијих играча Славије.
Један од најбољих фудбалера свих времена на просторима некадашње Босне и Херцеговине, и један од најбољих југословенских бекова између два свјетска рата - до 1941. Атлетски грађен, изузетно снажан и чврст, као бек играо је оштро, неустрашиво и „разбијачки“ (понекад и преко дозвољеног). Добро се постављао и „покривао“ противника, дејствовао је хитро и одлично играо главом.
Каријеру је почео 1924. у екипама СК Балкан и СК Крајишник (Бања Лука), а 1926. постао је члан јуниорске екипе Славија, у којој је стасао, постао репрезентативац и развио се у бека високе класе. Одигравши преко 500 званичних утакмица, у посебном сјећању је остао његов врло снажан ударац.
За репрезентацију Југославије је одиграо седам утакмица (1932-1938), дебитујући као десни бек 24. априла 1932. у пријатељском сусрету против Шпаније (1:2) у Овиједу, а од националног тима опростио се 6. септембра 1938. против Румуније (1:1) у Београду, за Куп пријатељских земаља. Тада је играо у одбрани са голманом Глазером и Матошићем на лијевом беку. Тренерску дужност је вршио 1951, када је водио ФК Жељезничар.